# Đức Lập Thượng
Đức Lập Thượng là một xã thuộc huyện Đức Hòa, tỉnh Long An, Việt Nam.

## Địa lý
Xã Đức Lập Thượng có vị trí địa lý:
- Phía đông giáp xã Đức Lập Hạ và Thành phố Hồ Chí Minh
- Phía tây giáp thị trấn Hậu Nghĩa
- Phía nam xã Đức Lập Hạ
- Phía bắc giáp xã Tân Mỹ.

Xã có diện tích 18,92 km², dân số năm 1999 là 8.023 người, mật độ dân số đạt 424 người/km².

## Hành chính
Xã được chia thành 4 ấp: Đức Ngãi I, Đức Ngãi II, Tân Hội, Chánh.

## Lịch sử
Xã Đức Lập Thượng được thành lập vào ngày 24 tháng 3 năm 1979 từ một phần diện tích và dân số của xã Đức Lập cũ.